# Julien Rantier
Julien Rantier est un footballeur français né le 11 août 1983 à Alès. Il est attaquant.

## Biographie
Il a joué un match en Serie A sous les couleurs de l'Atalanta Bergame.

## Carrière
- 2000-2001 :  Nîmes Olympique
- 2001-2003 :  Atalanta Bergame
- 2003-2005 :  Vicence
- 2005 :  UC Albinoleffe (prêt)
- 2005-2006 :  Hellas Vérone
- 2006-fév. 2009 :  Piacenza
- fév. 2009-2010 :  Hellas Vérone
- 2010-2012 :  AS Tarente Calcio
- 2012-2013 :  AC Pérouse
- 2013-2015 :  Alexandrie Calcio
- 2015- :  AS Pro Piacenza[1]